# ثورستین گونارسون
ثورستین گونارسون (ایسلندی: Þorsteinn Gunnarsson؛ زادهٔ ۱۹۴۰ میلادی) بازیگر، معمار اهل ایسلند بود. وی بین سال‌های ۱۹۸۴ تا ۲۰۱۶ میلادی فعالیت می‌کرد.
از فیلم‌ها یا برنامه‌های تلویزیونی که وی در آن نقش داشته‌است، می‌توان به نوی زال، کوه باکره، به‌دام‌افتاده، شهر شیشه‌ای و سوگند اشاره کرد.